# Клюква мелкоплодная
Клюква мелкоплодная (лат. Vaccinium microcarpum [syn.  Oxycoccus microcarpus]) — вид растений подрода Клюква рода Вакциниум (Vaccinium) семейства Вересковые (Ericaceae).

## Распространение и экология

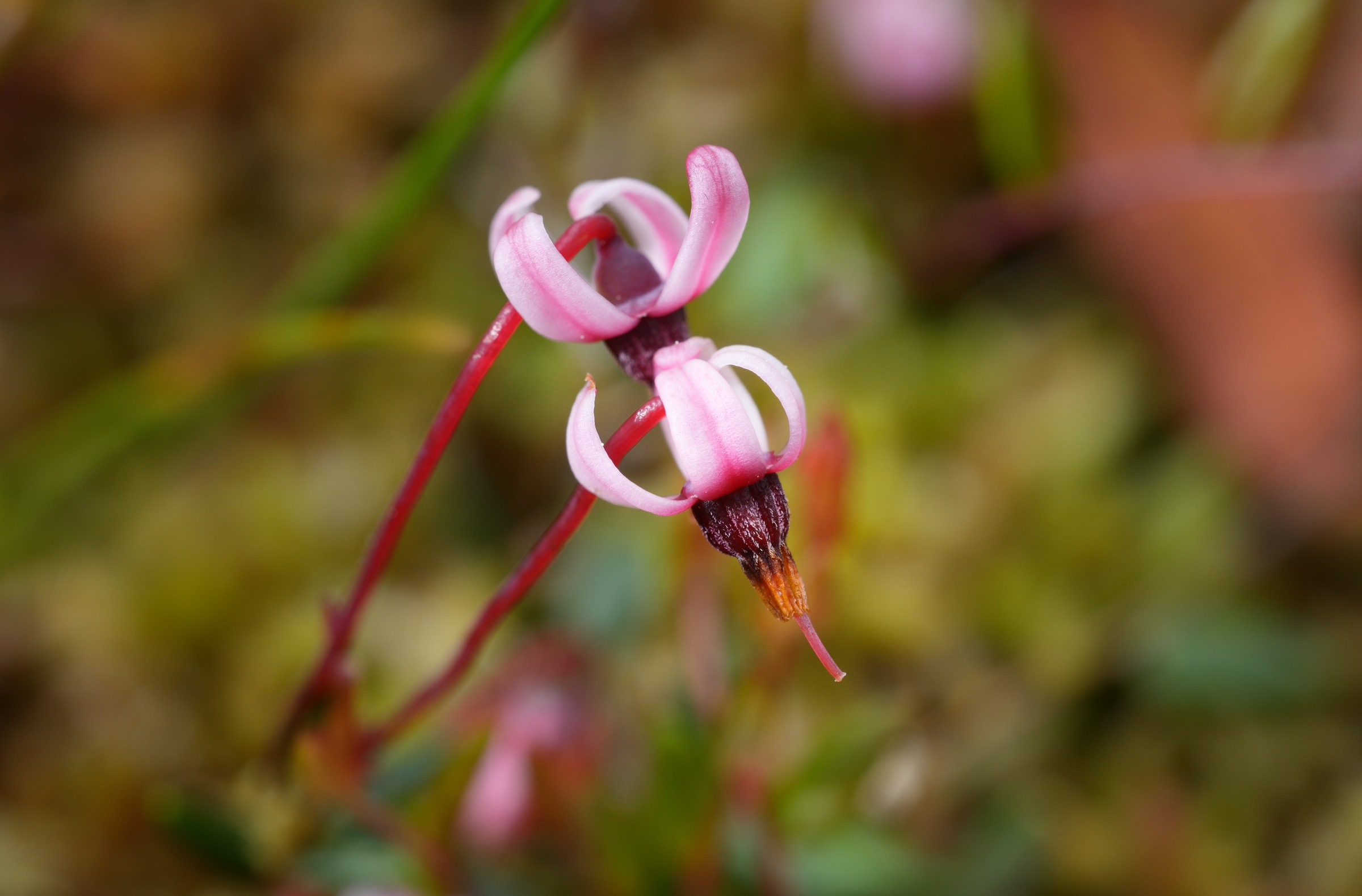
Цветки

Гипоарткобореальный евразиатский вид, южные границы которого находятся несколько севернее O. palustris. Встречается в Арктике, Скандинавии, Восточной Европе, на Урале (от Полярного до Южного), в Западной и Восточной Сибири, на Дальнем Востоке, в Корее.
Гигрофит. Встречается на верховых и переходных сфагновых болотах (обычно лесных) и, реже, гипновых болотах, часто вместе с клюквой болотной, растёт на кочках, на моховых сплавинах. Отличается медленным ростом. Облигатный микотроф (корпи оплетены симбиотическими грибами). Относится к группе олиготрофных гелофильных видов нелесного происхождения, сформировавшихся, по-видимому, в болотных олиготрофно-моховых фитоценозах умеренно тёплых областей. При наступлении оледенения вид мигрировал на юг совместно со сфагновыми мхами, а после отступления ледника начал возвращаться на север.

## Ботаническое описание

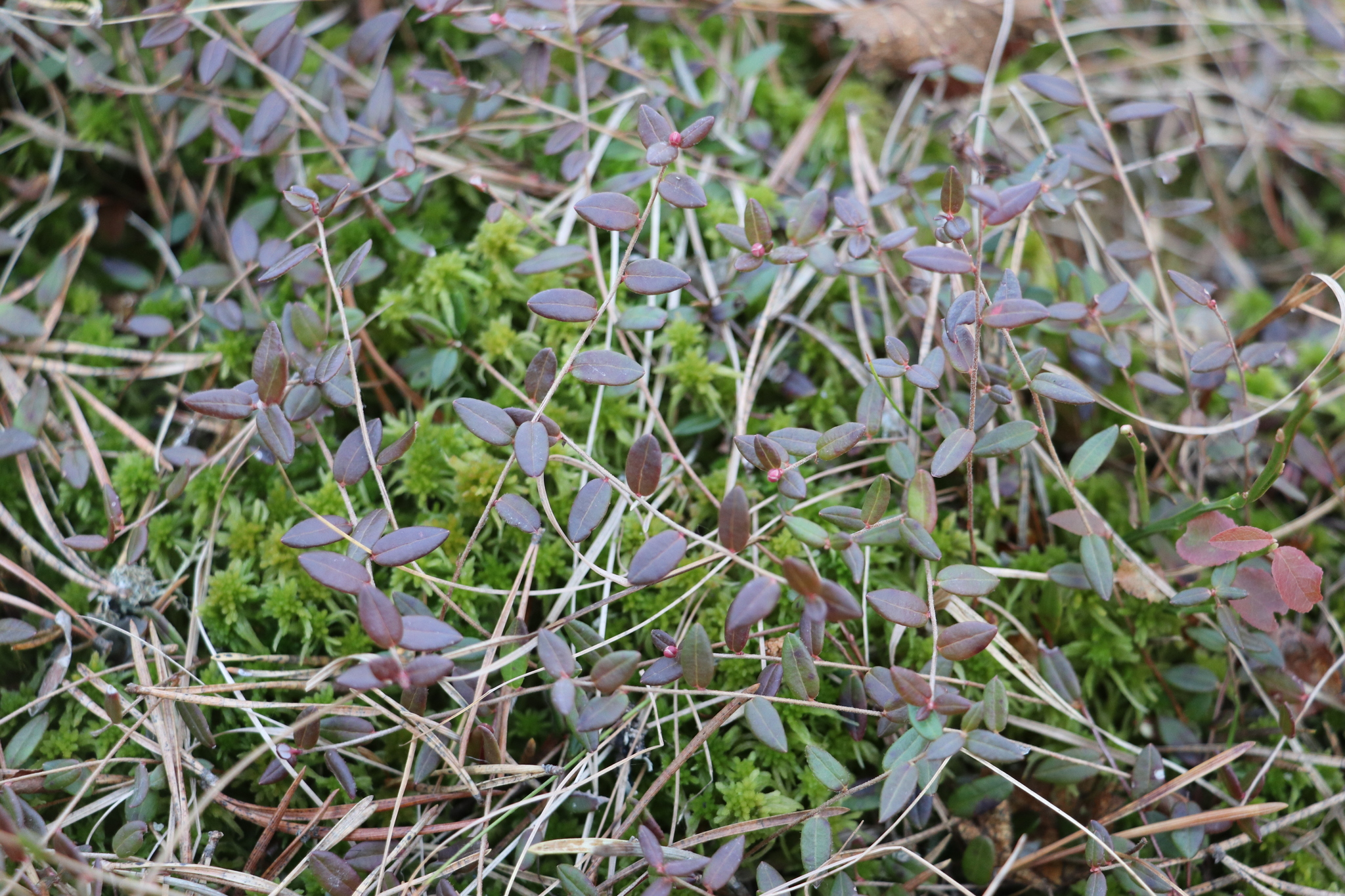
Побеги

Стелющийся или ползучий, вечнозелёный кустарничек. Побеги ветвистые, ортотропные, полностью одревесневшие, удлинённые, нитевидные, гибкие, до 25 (50) см длиной, высота не превышает 10 см. Листья очерёдные, кожистые, продолговато-яйцевидные или удлинённо-яйцевидные, сверху тёмно-зелёные, блестящие; снизу голубовато-сизые от воскового налета; мелкие: (2) 5—7 мм длиной и 1—3 мм шириной; цельнокрайные, с глубокозавёрнутыми вниз краями, с заострённой верхушкой.
Цветки мелкие, розовые, поникающие, формируются концах побегов прошлого года, по 1—2 или собраны в кистевидное или зонтиковидное соцветие. Цветоножки голые. Прицветничков 2, линейных, находятся ниже середины цветоножек. Чашечка четырёхзубчатая, зубцы без ресничек. Венчик колокольчатый, широко раскрытый, глубоко четырёхраздельный; доли загнутые назад, 3—5 мм длиной и 1—1,5 мм шириной. Тычинок 8, нити волосистые. Плод — тёмно-красная, сочная, горьковато-кислая ягода, шаровидной, яйцевидной или эллипсоидальной формы, (3) 4—6 (10) мм в диаметре. Семена яйцевидные, 1,1—2 мм длиной.
Цветёт в мае—июне, опыляется насекомыми (шмелями и пчёлами). Плоды созревают в июле—сентябре, формируются не ежегодно, могут зимовать на растении под снегом до мая следующего года; распространяются птицами и зверями. Размножается преимущественно вегетативно.

## Значение и применение
Листья и стебли скотом не поедаются. Ягоды в тундре поедаются гусями и употребляются в пищу человеком.

## Охрана
Вид внесён в Красные книги Белоруссии, Казахстана, Украины и некоторых субъектов России:
- Республика Башкортостан (охраняется на территориях Южно-Уральского заповедника, природного парка «Иремель» (включая памятник природы «Гора Иремель»), заказника «Уралтау» (Учалинский район), памятников природы «Аркауловское болото», «Черношарское болото» и «Урочище Наратсаз»)[2];
- Удмуртская Республика (национальный парк «Нечкинский», заказники «Кокманский» и «Андреевский сосновый бор», памятники природы «Верхшамовские болота», «Патранское болото», «Михайловское болото»)[3];
- Чувашская Республика (известны 3 местонахождения начала XX века на юге Чебоксарского района; в настоящее время вид, по-видимому, исчез)[4];
- Владимирская область (известна только одна популяция в Гусь-Хрустальном районе (болото Иванищевское), находящаяся в границах охранной зоны национального парка «Мещёра»)[5];
- Вологодская область;
- Ивановская область (охраняется на территории памятников природы «Озеро Рубское», «Болото Куракинское»)[6];
- Калужская область (памятники природы «Верховое болото Князь Мох» и «Болото Агафьинское»)[7];
- Костромская область (вид обитает на территориях, зарезервированных для создания заказников «Дудинский» и «Коровновский»)[8];
- Липецкая область;
- Московская область (охраняется на территории национального парка «Завидово» и в нескольких заказниках в Дмитровском и Сергиево-Посадском районах)[9];
- Нижегородская область;
- Рязанская область (произрастает на территории памятников природы: Мердушинское болото, Рябиновское болото, Болото Прогон)[10];
- Смоленская область;
- Тверская область (охраняется на территории Центрально-Лесного заповедника, заказника «Оршинский Мох» Калининского района, заказниках «Болото Быстрое» и «Болото Гладкое» Вышневолоцкого района)[11];
- Тульская область (указывался для Епифани (Лупишкинское болото) и окрестностей Тулы; вид, вероятно, исчез из флоры региона)[12];
- Ярославская область (часть популяций произрастает на территории заказников «Болото Солодиха», «Болото Половецко-Купанское»)[13].

## Синонимы
- Oxycoccus microcarpus Turcz. ex Rupr.basionym
- Oxycoccus microcarpus f. bulboidaeus Lekav. & Butkus
- Oxycoccus microcarpus f. elongatus Lekav. & Butkus
- Oxycoccus microcarpus var. kirigaminensis Honda & Tobita
- Oxycoccus palustris var. pusillus Dunal
- Oxycoccus pusillus (Dunal) Nakai
- Oxycoccus quadripetalus subsp. microcarpus (Turcz. ex Rupr.) Schinz & R.Keller
- Vaccinium microcarpum f. kirigaminense (Honda & Tobita) Yonek.
- Vaccinium oxycoccus subsp. microcarpum (Turcz. ex Rupr.) Kitam.